# Nieying (köpinghuvudort i Kina, Shanxi Sheng, lat 39,13, long 113,13)
Nieying är en köpinghuvudort i Kina. Den ligger i provinsen Shanxi, i den norra delen av landet, omkring 150 kilometer norr om provinshuvudstaden Taiyuan. Antalet invånare är 11 628. Befolkningen består av 5 165 kvinnor och 6 463 män. Barn under 15 år utgör 15,0 %, vuxna 15-64 år 72 %, och äldre över 65 år 11,0 %.
Runt Nieying är det ganska tätbefolkat, med 124 invånare per kvadratkilometer. Närmaste större samhälle är Ekou, 5,0 km öster om Nieying. Trakten runt Nieying består i huvudsak av gräsmarker.
Genomsnittlig årsnederbörd är 701 millimeter. Den regnigaste månaden är juli, med i genomsnitt 185 mm nederbörd, och den torraste är januari, med 4 mm nederbörd.